# Z Trianguli
Z Trianguli är en pulserande variabel av Mira Ceti-typ (M) i stjärnbilden Triangeln.
Stjärnan varierar mellan fotografisk magnitud +11,2 och 14,8 med en period av 216,1 dygn.